# Triathlon aux Jeux asiatiques de 2006
Navigation
Édition suivante
Les compétitions de triathlon aux Jeux asiatiques de 2006 se sont déroulées le 8 décembre 2006 sur le Corniche Triathlon Course, à Doha, au Qatar. Deux épreuves (une féminine et une masculine) étaient au programme.

## Tableau des médailles
| Triathlon | Triathlon aux Jeux asiatiques de 2006 | Triathlon aux Jeux asiatiques de 2006 | Triathlon aux Jeux asiatiques de 2006 | Triathlon aux Jeux asiatiques de 2006 | Triathlon aux Jeux asiatiques de 2006 |
| Position  | Pays                                  | Or                                    | Argent                                | Bronze                                | Total                                 |
| Position  | Pays                                  |                                       |                                       |                                       | Total                                 |
| 1         | Kazakhstan                            | 1                                     | 0                                     | 1                                     | 2                                     |
| 2         | Chine                                 | 1                                     | 0                                     | 0                                     | 1                                     |
| 3         | Japon                                 | 0                                     | 1                                     | 1                                     | 2                                     |
| 4         | Hong Kong                             | 0                                     | 1                                     | 0                                     | 1                                     |

## Femmes
| Médaille | Nom          | Pays  | Temps              |
| -------- | ------------ | ----- | ------------------ |
|          | Wang Hongni  | Chine | 1 h 59 min 44 s 27 |
| Argent   | Ai Ueda      | Japon | + 4 min 20 s 54    |
| Bronze   | Akiko Sekine | Japon | + 5 min 04 s 15    |

## Hommes
| Médaille | Nom               | Pays       | Temps              |
| -------- | ----------------- | ---------- | ------------------ |
|          | Dmitriy Gaag      | Kazakhstan | 1 h 50 min 53 s 14 |
| Argent   | Lee Chi Wo Daniel | Hong Kong  | + 25 s 85          |
| Bronze   | Danii Sapunov     | Kazakhstan | + 27 s 41          |